# 3725 Valsecchi
A 3725 Valsecchi (ideiglenes jelöléssel 1981 EA11) a Naprendszer kisbolygóövében található aszteroida. Schelte J. Bus fedezte fel 1981. március 1-én.